# Meliton (Karas)
Meliton, imię świeckie Dimitrios Karas (ur. 1951 w Agridii) – duchowny prawosławnego Patriarchatu Konstantynopola, od 1990 metropolita tytularny Filadelfii. Obecnie piastuje urząd przewodniczącego wydziału prawnego Patriarchatu.

## Życiorys
Chirotonię biskupią przyjął 28 października 1990 r. W czerwcu 2016 r. uczestniczył w Soborze Wszechprawosławnym na Krecie.